# 平田勝哉
平田 勝哉（ひらた かつや）は、同志社大学の教授である。出身は香川県。
専門は流体力学で数値計算を得意とする。

## 人物
文庫本を読むよりも研究論文を読むほうが有意義だと感じている。
2006年8月23日放送のトリビアの泉（トリビアの種のコーナー）に出演した。